# Fanny Rizell
Fanny Adela Rizell, född Lindkvist 2 november 1936 i Hortlax församling i Norrbottens län, är en svensk sjuksköterska och politiker (kristdemokrat), som mellan 1991 och 2002 var riksdagsledamot för Kristdemokraterna i Västra Götalands läns norra valkrets.